# Strada europea E017
La strada europea E017 è una strada europea che collega Elabuga a Ufa in Russia. Come si evince dalla numerazione, si tratta di una strada di classe B posta a est della E101.

## Percorso
La E017 è definita con i seguenti capisaldi di itinerario: "Elabuga - Ufa".